# Stronger (album av Agnes)
'Stronger är Agnes Carlssons andra album efter sin vinst i Idol 2005. Stronger släpptes den 11 oktober 2006. Två av låtarna från albumet, I Believe In You och I Had A Feelin, gjorde det tyska bandet No Angels covers på, på albumet Destiny. Låten Love is All Around har gjorts covers på i åtminstone tre andra kontinenter.

## Låtlista
1. "I Believe In You"
2. "Top Of The World"
3. "Somewhere Down The Road"
4. "I Had A Feelin'"
5. "Kick Back Relax"
6. "Champion"
7. "Love Is All Around"
8. "What Do I Do With All This Love"
9. "My Boy"
10. "Baby I Want You Gone"
11. "Everybody Knows"

## Listplaceringar
| Position | 1 | 12 | 24 | 52 | 51 | 51 | 40 | 35 | 25 | 32 | 29 |

## Singlar från Albumet
- Kick Back Relax
- Champion
- Love Is All Around